# Ricciarelli

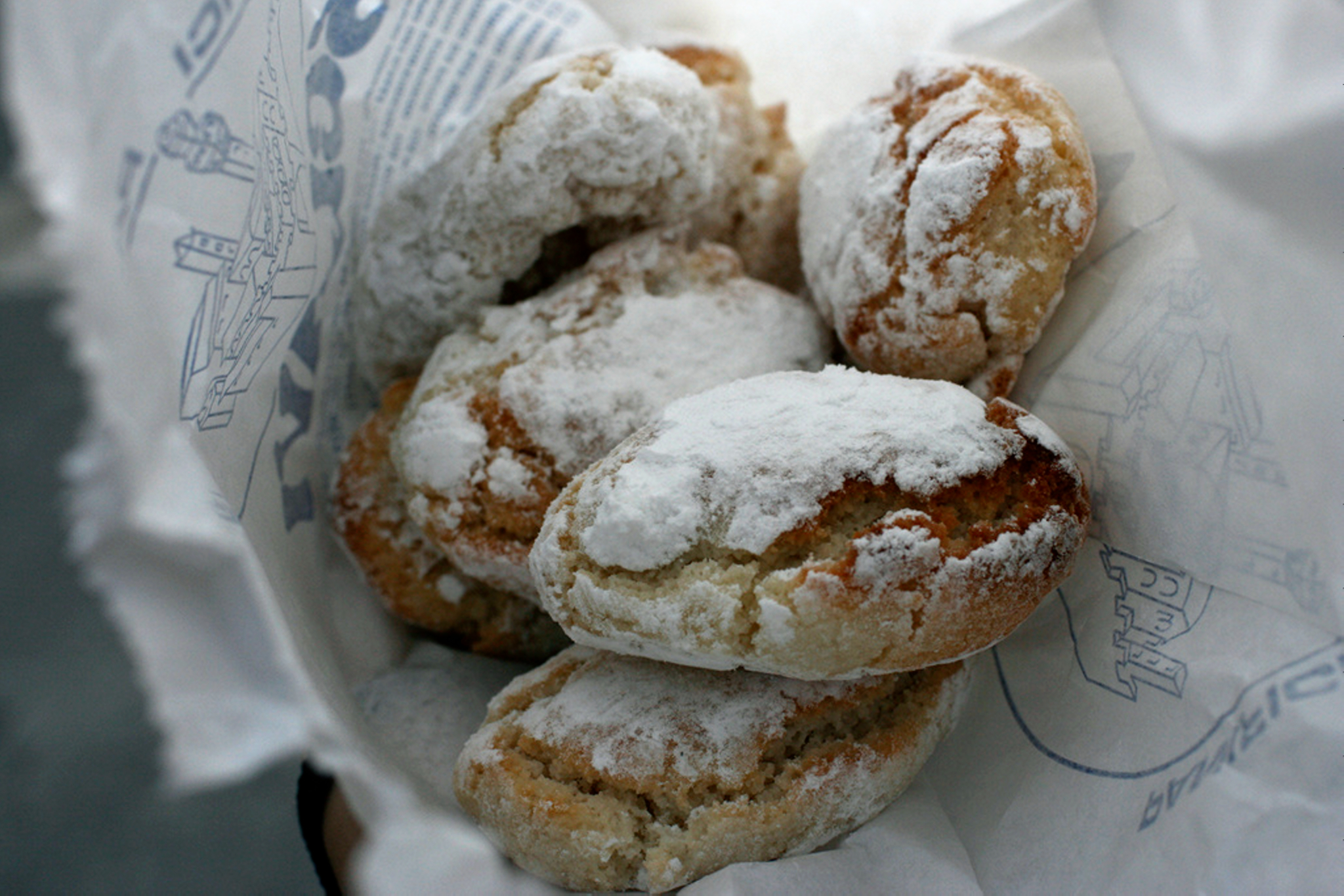
Ricciarelli di Siena.

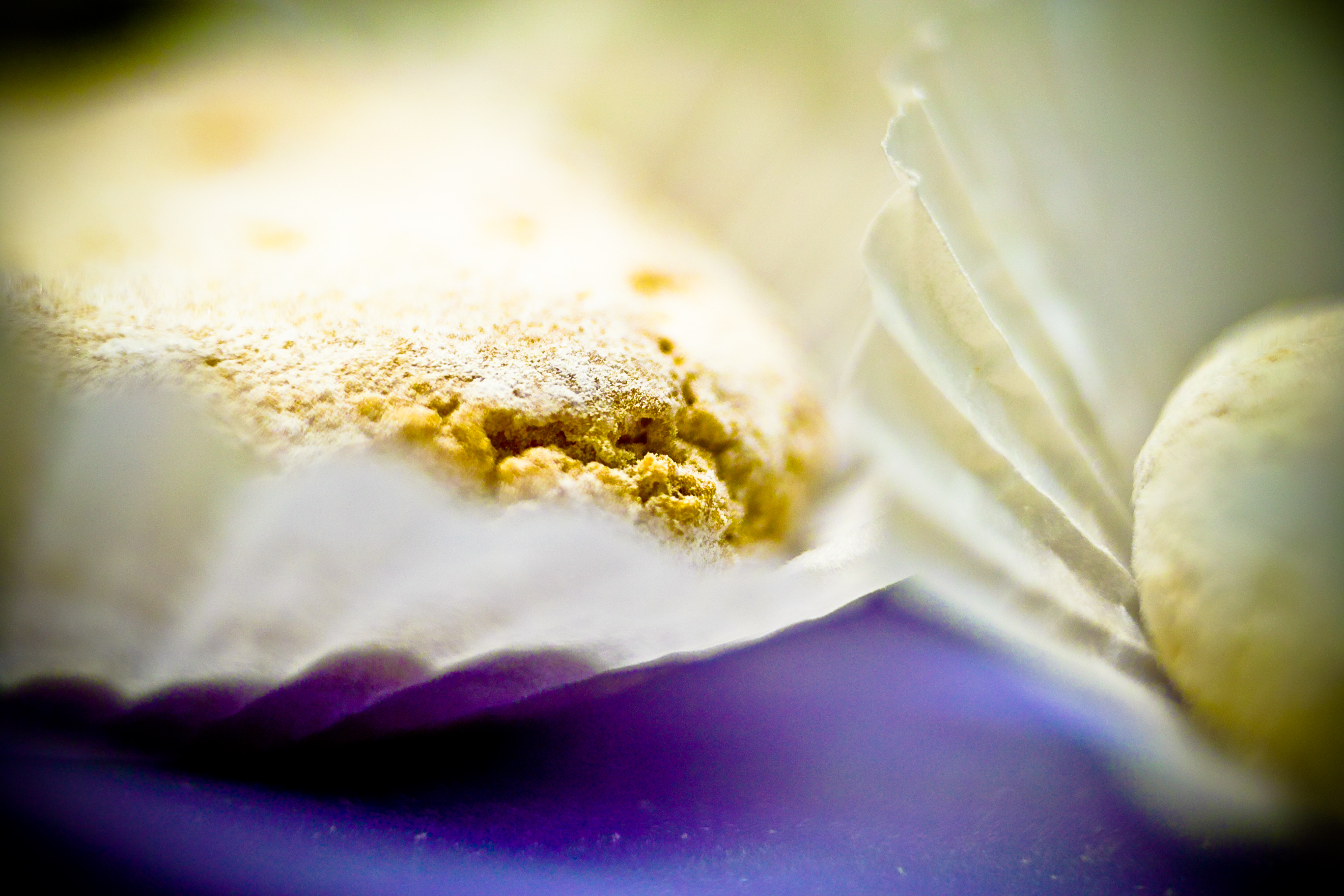
Primer plano de un ricciarelli.

Los ricciarelli son un producto de pastelería consistentes en galletas tiernas a base de almendra, azúcar y albúmina de huevo, tradicionalmente elaboradas en la provincia de Siena (Italia).
Desde 2010, la denominación Ricciarelli di Siena está protegida como indicazione geografica tipica.

## Historia
Antiguamente esta galleta solo se preparaba por Navidad. Con el paso de los años, para satisfacer la fuerte demanda de visitantes y turistas de todo el mundo, su elaboración se ha extendido a otros meses del año. Su fabricación se efectúa en conventos y herboristerías: en el centro histórico de Siena, las antiguas tiendas de comestibles atestiguan, incluso actualmente, esta tradición con frescos pintados en sus techos y rótulos dorados, celebrando los ricciarelli, panforti y otros dulces elaborados típicamente en ellas. Cuenta la historia que un habitante de Siena, llamado Ricciardetto (de aquí el nombre del dulce) della Gherardesca, había informado a su vuelta de las Cruzadas en Tierra Santa de pasteles con la forma de las babuchas del sultán.
Una primera referencia específica al término ricciarello aparece en una larga lista de pasteles toscanos de 1814 en el Ditirambo di S.B. in onore del Caffè e dello Zucchero de Livorno, donde se alude a la lupa i ricciarelli (la lupa era una contrada de Siena). En 1891 se publicó la primera edición de la importante obra Scienza in cucina e l'arte di mangiar bene de Pellegrino Artusi, primer ejemplo de un compendio de la tradición culinaria nacional: en este volumen la receta de ricciarelli di Siena incluye los mismos ingredientes que siguen empleándose hoy (azúcar blanca fina, almendras dulces y amargas, clara de huevo y piel de naranja).

## Características
Con forma de diamante ovalado, tienen tamaños entre 50 y 105 mm, con un grosor de entre 13 y 20 mm. Su color exterior es blanco con los bordes ligeramente dorados. La pulpa blanca es blanca debido a la presencia de azúcar. Los ricciarelli di Siena difieren de otros productos parecidos en la ausencia de harina y fécula de patata.
Se consumen tradicionalmente acompañados de un vino dulce llamado vin santo toscano.